# Roger Dillemans
Roger Dillemans (* 15. Juli 1932 in Neerijse) ist ein belgischer Rechtswissenschaftler. Er war von 1985 bis 1995 der zweite Rektor der Katholieke Universiteit Leuven nach der Teilung.

## Leben
Dillemans wurde im flämischen Neerijse geboren. Seine Mutter verstarb 1939 und sein Vater wurde nach schweren Verletzungen, die er ein Jahr später aufgrund des Krieges erlitt, zum Invaliden. Dillemans besuchte das Sint-Pieters College in Löwen und wurde Mitglied der Katholieke studentenactie. 1950 begann er ein Studium der Rechtswissenschaft und Philosophie an der Katholischen Universität Löwen und verfasste seine Abschlussarbeit in Philosophie über den französischen Philosophen Emmanuel Mounier. Von 1957 bis 1958 studierte Dillemans an der Harvard University, wo er den Titel eines Master of Laws erwarb. Anschließend kehrte er nach Belgien zurück, wo er in die Rechtsanwaltskammer aufgenommen wurde, sich dieser Tätigkeit jedoch bald abwandte und im Erbrecht zum Thema "De erfrechtelijke reserve" promovierte.
Ab 1960 war er als Dozent an der rechtswissenschaftlichen Fakultät der Universität Löwen tätig und wurde 1964 zum ordentlichen Professor ernannt. In der Folgezeit veröffentlichte er zahlreiche Artikel und mehrere Handbücher zu erbrechtlichen Themen und wandte sich darüber hinaus dem Sozialrecht zu. 1962 erschien sein "Handboek van het Belgisch sociaal recht", zudem initiierte er Mitte der 1960er-Jahre ein Projekt zur Harmonisierung des Sozialrechts in Belgien, welches im Erlass des belgischen Sozialgesetzbuchs 1976 mündete (Wetboek sociaal zekerheidsrecht). Von 1978 bis 1981 hatte er das Amt des Dekans der rechtswissenschaftlichen Fakultät inne.
Daneben war Dillemans auch politisch aktiv. So war er von 1963 bis 1965 Mitglied des Kabinetts von Premierminister Théo Lefèvre und fungierte anschließend bis 1967 als stellvertretender Kabinettschef zweier Gesundheitsminister. Zudem wurde er kurz danach als erster Laie in dieser Position Präsident von Caritas catholica.
1985 wurde Dillemans als Nachfolger des im Amt verstorbenen Pieter De Somer zum Rektor der Katholieke Universiteit Leuven gewählt und 1990 im Amt bestätigt. Er hatte diese Position bis 1995 inne. In dieser Zeit unterstützte er den belgischen Fußballprofi Jean-Marc Bosman in einem Rechtsstreit in der Bosman-Entscheidung vor dem Europäischen Gerichtshofes (EuGH).
1991 wurde Dillemans zum Baron ernannt. Für seine Verdienste erhielt er die Ehrendoktorwürde der Kyung-Hee-Universität, der Kansai-Universität, der Katholischen Universität von Amerika und des Loyola Colleges. Er ist zudem Ehrenbürger der Stadt Löwen.
Roger Dillemans ist seit 1957 mit Solange Bruffaerts verheiratet, mit der er vier Söhne hat, darunter der Maler Sam Dillemans.

## Veröffentlichungen (Auswahl)
- De erfrechtelijke reserve. Löwen 1960.
- Handboek van het Belgisch sociaal recht. Mit Fernand Van Goethem. Antwerpen, Standaard Boekhandel 1962.
- Testamenten. Antwerpen, Standaard 1977, ISBN 90-02-13520-3.
- Autonomy, responsibility and responsiveness of higher education institutions after 1992. In: European Journal of Education, 24 (1989) 4, ISSN 0141-8211, S. 333–343.
- Huwelijksvermogensrecht. Antwerpen, Standaard 1990, ISBN 90-6439-694-9.
- New technologies for learning: contribution of ICT to innovation in education. Mit J. Lowyck, G. Van der Perre, C. Claeys, J. Elen. Löwen, Leuven University Press 1998, ISBN 90-6186-868-8.